# 四季櫻
《四季櫻》是Sublimation製作的日本原創電視動畫，2021年10月9日至12月25日於中京電視台等播映。這部作品以東海3縣（愛知縣、岐阜縣、三重縣）為故事舞台，亦起用出身自東海3縣的聲優。
演員佐藤二朗參演。

## 登場角色
三輪翔（聲：野田雄大）
明神逢花（聲：茉白實步）
永津吉平（聲：中元大介）
服部涼（聲：水上翔斗）
成瀨楓（聲：坂崎繪理）
山田春子（聲：落合菜月）

## 出版書籍

### 漫畫
| 卷數 | 雙葉社        | 雙葉社                 |
| 卷數 | 發售日期      | ISBN                   |
| ---- | ------------- | ---------------------- |
| 1    | 2021年9月9日  | ISBN 978-4-575-85634-7 |
| 2    | 2021年12月9日 | ISBN 978-4-575-85664-4 |

## 外部連結
- 官方網站（日語）
- 四季櫻的X（前Twitter）（日語）